# Etnomedicina
La etnomedicina estudia las prácticas dentro de la medicina tradicional o popular llevadas a cabo por diversos grupos étnicos y en especial por los pueblos indígenas. Además, investiga la relación que tienen dichas prácticas con la interpretación cultura de salud y enfermedad del sector estudiado.
La palabra etnomedicina se utiliza a veces como sinónimo de medicina tradicional.
La investigación etnomédica es interdisciplinaria y aplica los métodos de la etnomedicina y la medicina antropológica. Por lo general, la medicina tradicional que se estudia es preservada solo por tradición oral ya que el conocimiento es obtenido en su mayoría es empírico.

### Cosmovisión
La cosmovisión es una parte fundamental de la Etnomedicina, ya que es una imagen, una idea colectiva de la realidad o el mundo de un grupo de personas o una cultura. Al interpretar la realidad que los rodea y la de ellos mismos definen los conceptos comunes que aplican para los hábitos culturales y sociales de su realidad como la economía, política, salud,muerte, etc. 

La etnomedicina se trata de un sistema autónomo de conocimiento y prácticas que engloba la curación física, mental y social, por lo que tiene un profundo significado ideológico-médico. Así los médicos curanderos tienen como guía a la religión, magia y curanderia. Al percibir la enfermedad como un malestar físico, psíquico y comunal puede dar origen a los padecimientos psicosomáticos socioculturales; los que en su mayoría como mencionan son: 
... de origen religioso (castigos de los dioses por infracciones cometidas) y de causalidad mágica... 
Dando como origen un modelo de sistema para la salud pública físico-mental de los individuos de dicho grupo en un cierto tiempo.

### Medicamentos
Los medicamentos que se ocupan en estas prácticas varían dependiendo de la región que se estudié ya que cada una tiene un biodiversidad diferente. Esto de ve reflejado en los conocimientos y usos de sus recursos. Además estudia los significados que le da cada cultura a las diversas especies de plantas y como se relacionan con ellas. Pero uno que podemos mencionar son las plantas, es decir, la etnobotánica que estudia los usos tradicionales que le dan los humanos a las plantas para la curación o prevención de enfermedades. Es considerada una de las mejores formas para la investigación de nuevos fármacos.También se pueden utilizar tratamientos de origen animal o mineral para identificar o prevenir enfermedades.

### Primatología
La primatología ayuda a la antropología a entender la evolución humana a partir de los comportamientos y morfología de los primates. Es por ello que dentro de la etnomedicina se puede estudiar la comparar del uso que los primates y curanderos le dan a ciertas plantas medicinales. Entre algunos de los criterios básicos que denotan similitud al eescoger las plantas son los olores, sabores y texturas.

## Lectura recomendada
- Lee, Roberta; Balick, Michael J. (2001). «Ethnomedicine: Ancient Wisdom for Contemporary Healing» (PDF). Alternative Therapies in Health and Medicine 7 (3): 28-30. Consultado el 9 de diciembre de 2016.
- Fábrega, Horacio, .Jr. Evolution of Sickness and Healing. Berkeley:
- Willem, Jean-Pierre (2006). L'Ethnomédecine, une alliance entre science et tradition [Ethnomedicine: An Alliance Between Science and Tradition] (en francés). Paris: Jouvence & Biocontact. ISBN 2-88353-472-1.
- Willem, Jean-Pierre (2009). Mémoires d'un médecin aux pieds nus [Memoires of a Barefoot Doctor] (en francés). Paris: Éditions Albin Michel. ISBN 978-2-226-18987-5.